# Анджей Олеховски
А̀нджей Ма̀риан Олехо̀вски (на полски: Andrzej Marian Olechowski) е полски политик и икономист. Министър на финансите през 1992 г. и министър на външните работи в периода 1993 – 1995 г. Кандидат за президент на Република Полша през 2000 и 2010 г., един от основателите на Гражданска платформа.

## Образование и дейност до 1989 г.
На младини е художествен ръководител на музикалната група „Три корони“, журналист и водещ на Програма III на Полското радио.
Завършва икономическа специалност в Училището за планиране и статистика във Варшава, през 1979 г. получава докторска степен на икономическите науки.
През 1973 г. започва работа в секретариата на Конференцията на ООН за търговия и развитие (УНКТАД) в Женева. В периода 1978 – 1982 г. ръководи отдел „Анализи и прогнози“ в Института за бизнес условия и цени на външната търговия. В годините 1982 – 1984 отново работи в УНКТАД, а през 1985 – 1987 е служител на Световната банка. Докато работи в международни институции си сътрудничи с разузнаването (Департамент I на Министерството на вътрешните работи).
През 1987 г. се връща да работи в Полша, като заема длъжността директор на отдел в Министерството за икономическо сътрудничество. През 1989 г. взима участие в преговорите на Кръглата маса в екипа по икономически въпроси и въпроси за социалната политика. През годините 1989 – 1991 е първи заместник на председателя на Националната полска банка.

## Политическа дейност по време на III Полска държава

### 1991 г. – 1998 г.
От 1991 до 1992 г. е заместник държавен секретар в Министерството за икономическо сътрудничество. На 28 февруари 1992 г. е назначен за министър на финансите в правителството на Ян Олшевски, като е подкрепен от Лех Валенса. На 7 май подава оставка, която е приета от Сейма на 4 юни 1992 г., непосредствено преди вота на недоверие за цялото правителство.
Изпълнява длъжността съветник на президента по иконимическите въпроси. През 1993 г. оглавява, създадения по инициатива на президента, Безпартиен блок в подкрепа на реформите (ББПР) и става кандидат от тази група за премиер. Не старира сам в парламентарните избори през 1993 г., след които ББПР се намира в опозиция на коалицията Съюз на демократичната левица – Полска народна партия. Междувременно Анджей Олеховски става член на правителството на Валдемар Павлак като министър на външните работи. На 27 октомври 1994 г. подава оставка, което е ефект от разкритието на министъра на правосъдието Влоджимеж Чимошевич в рамките на провежданата от него акция „чисти ръце“, списък на държавните служители, които са част от надзорния съвет на различни дружества (Анджей Олеховски изпълнява едновременно функцията на председател на надзорния съвет на Търговска банка).
Оставката не е приета, подава я отново на 13 януари 1995 г., но изпълнява длъжността до края на правителството на Валдемар Павлак, т.е. до началото на март 1995 г.
В същото време прекъсва сътрудничеството си с ББПР, а през април 1995 г. заедно с Чеслав Белецки съосновават Движение Сто. Става председател на политическия съвет на групата, отказва се от всички задължения към нея през 1997 г. във връзка с включването на Движение Сто към Избирателна акция Солидарност и липсата на сътрудничество с Консервативна народна партия. В кампанията преди парламентарните избори през същата година подкрепя Уния за свобода.
От 1994 г. до 1998 г. е председател на съвета на община Варшава – Виланув.

### 2000 г. – 2007 г.
През 2000 г. се връща към политическата дейност. Стартира като независим кандидат в президентските избори. В първия тур заема второ място с подкрепа от 17,3% от гласовете на избирателите (3 044 141 гласа). Отпада от надпреварата с Александър Квашневски.
След изборите се появява предложение да бъде създадена нова група с участието на Уния на свободата. Окончателно през януари 2001 г. е основано политическото движение Гражданска платформа (Plaforma Obywatelska), начело на която освен Анджей Олеховски застава и Мачей Плажински от Избирателна акция Солидарност, както и Доналд Туск от Уния на свободата. Към новата формация постепенно се присъединяват нови политици от двете групи. Анджей Олеховски не се решава да участва в изборите за Сейм или Сенат.
На 27 октомври 2002 г. от листата на Гражданската платформа участва в изборите за президент на Варшава. Получава 13,47% гласа, изпреварен е от Лех Качински и Марек Балицки и не взема участие във втория тур. През 2004 г. е председател на програмния съвет на Гражданската платформа. На 17 май 2007 г. по негова инициатива се провежда конференция във Варшавския университет, посветена на европейските демократични стандарти.

### Дейност след 2009 г.
На 2 юли 2009 г. обявява решението си да напусне Гражданската платформа. Осем дни по-късно става председател на програмния съвет на Демократическата партия, като формално не се присъединява към тази партия.
На 21 декември 2009 г. заявява намерението си да участва в президентските избори през 2010 г. като независим кандидат. На 10 май е регистриран като кандидат от Държавната избирателна комисия. В първия тур спечелва 242 439 гласа (1,44%), заемайки 6-о място от 10 кандидати. Във втория тур на гласуването подкрепя Бронислав Коморовски.

## Икономическа и социална дейност
Заема редица длъжности в надзирателния съвет на Държавната хазна и частни фирми. Акционер е в Bank Inicjatyw Gospodarczych, сътрудничи си с Business Centre Club. От юни 2012 г. за пореден път става председател на надзорния съвет на Търговската банка.
Изнася лекции в Ягелонския университет, университета „Кардинал Стефан Вишински“ във Варшава, както и в Collegium Civitas. Член на Collegium Invisible. Автор на публикации в областта на икономиката и външната политика.

## Награди и отличия
През 2000 г. става лауреат на Награда Кишел. През същата гоина получава също така титлата „Човек на годината“, присъждана от седмичника „Wprost“.

## Държавни отличия
Офицерски кръст на Ордена на Възродена Полша (2011).
|  | Тази страница частично или изцяло представлява превод на страницата Andrzej Olechowski в Уикипедия на полски. Оригиналният текст, както и този превод, са защитени от Лиценза „Криейтив Комънс – Признание – Споделяне на споделеното“, а за съдържание, създадено преди юни 2009 година – от Лиценза за свободна документация на ГНУ. Прегледайте историята на редакциите на оригиналната страница, както и на преводната страница, за да видите списъка на съавторите. ВАЖНО: Този шаблон се отнася единствено до авторските права върху съдържанието на статията. Добавянето му не отменя изискването да се посочват конкретни източници на твърденията, които да бъдат благонадеждни. |